# Claremont Institution for the Deaf and Dumb Dublin
Das Claremont Institution for the Deaf and Dumb in Glasnevin (Dublin) war die erste Gehörlosenschule Irlands. Sie wurde 1816 von  Charles Orpen gegründet. Die Einrichtung bot der Gehörlosengemeinschaft strukturierte Bildungsangebote, darunter Berufsausbildung und Religionsunterricht. Im Laufe der Zeit entwickelte sich Claremont zu einer anerkannten Schule, die der Gehörlosenkultur und ihren Menschenrechten in Irland breite Anerkennung verschaffte.

## Geschichte
Während seiner Tätigkeit im Arbeitshaus des Industriehauses in Dublin im Jahr 1816 fand  Orpen mindestens einundzwanzig gehörlose Kinder. Er wählte einen taubstummen Jungen, Thomas Collins, als Unterrichtsperson aus. Nachdem er einige Monate seine Freizeit der Teilausbildung des Jungen in seinem eigenen Haus gewidmet hatte, hielt  Orpen einige populäre Vorträge in der Rotunde, in denen er die auffälligsten Aspekte der Lage der Gehörlosen und die wichtigsten Fakten zur Geschichte ihrer Erziehung als neu erfundene Wissenschaft sowie zur Gründung von Schulen in verschiedenen Ländern zu ihrer Unterstützung darlegte. Collins’ Fortschritte in der Schriftsprache, im Rechnen und in der artikulierten Sprache waren nach nur wenigen Monaten Unterricht so zufriedenstellend, dass sich die Öffentlichkeit sofort für die Sache der Gehörlosen einsetzte.
Kurz darauf wurde das National Institution for Education of the Deaf and Dumb Poor in Irland gegründet. 1817 mietete das Komitee dieser Einrichtung ein kleines Haus in der Brunswick Street (heute Pearse Street) für seine Schüler.
Im Jahr 1819 kaufte das Komitee ein großes Anwesen namens Claremont mit einem Haus in der Nähe des Dorfes Glasnevin, etwas außerhalb von Dublin. Zu dieser Zeit wurden auch erstmals Schülerinnen aufgenommen.

## Alumni und Dozenten
- Edith Lloyd (1872–1963) unterrichtete 1891 an der Schule.[3]